# Hinder (musikgrupp)
Hinder är ett amerikanskt rockband från Oklahoma City i Oklahoma. Det består av Austin Winkler, Joe Garvey, Mike Rodden, Mark King och Cody Hanson. De började spela tillsammans juli 2001.
Den 27 september 2005 släpptes deras debutalbum Extreme Behavior. Albumet innehåller hitlåtarna "Get Stoned", "Lips of an Angel", "How Long" och "Better Than Me". Den 22 december 2006 släppte de även en akustisk version av julsången "Little Drummer Boy" som de dedicerade till sin fanklubb, Hinder Army.
Genom åren har de turnerat med band som Three Days Grace, Hoobastank, Nickelback och i december 2006 spelade de tillsammans med Aerosmith.

## Medlemmar
Nuvarande medlemmar
- Nolan Neal – sång, akustisk gitarr (2014– )
- Cody Hanson – trummor (2001– )
- Joe "Blower" Garvey – sologitarr, bakgrundssång (2001– )
- Mark King – rytmgitarr, bakgrundssång (2004– )
- Mike Rodden – basgitarr, bakgrundssång (2004– )

Tidigare medlemmar
- Austin Winkler – sång, akustisk gitarr (2001–2013)
- Cole Parker – basgitarr (2001–2004)

Turnerande medlemmar
- Jared Weeks – sång, akustisk gitarr (2013)

## Diskografi

### Album
| År   | Album                    | Bolag             | Status     |
| ---- | ------------------------ | ----------------- | ---------- |
| 2005 | Extreme Behavior         | Universal Records | 3x Platina |
| 2008 | Take it to the Limit     | Universal Records | Guld       |
| 2010 | All American Nightmare   | Universal Records |            |
| 2012 | Welcome to the Freakshow | Universal Records |            |
| 2015 | When the Smoke Clears    | The End Records   |            |
| 2017 | The Reign                | The End Records   |            |

Singlar
- 2005 – "Get Stoned"
- 2006 – "Lips of an Angel"
- 2006 – "How Long"
- 2007 – "Better Than Me"
- 2007 – "Homecoming Queen"
- 2007 – "Born to Be Wild"
- 2007 – "By the Way"
- 2008 – "Use Me"
- 2008 – "Without You"
- 2009 – "Up All Night"
- 2009 – "Loaded and Alone"
- 2009 – "The Best Is Yet to Come"
- 2010 – "All American Nightmare"
- 2011 – "What Ya Gonna Do"
- 2011 – "The Life"
- 2012 – "Save Me"
- 2013 – "Should Have Known Better"

## Videografi
- "Get Stoned" (2005)
- "Lips of an Angel" (2006)
- "Better Than Me" (2007)
- "Born to Be Wild" (2007)